# Taxiphyllum aomoriense
Taxiphyllum aomoriense là một loài Rêu trong họ Hypnaceae. Loài này được (Besch.) Z. Iwats. miêu tả khoa học đầu tiên năm 1963.